# Ред-Ривер (Канада)
Ред-Ривер (англ. Red River) або Червона річка — маленька річка в канадській провінції Нова Шотландія, а саме в графстві Інвернесс на острові Кейп-Бретон.